# Cratere Anville
Anville è un cratere lunare di 10,26 km situato nella parte nord-orientale della faccia visibile della Luna.